# Aymoré
Aymoré (Aimoré, Aïmoré, Aimboré, Aimuré, Guaymuré, Aymoré, Botocudo, Sam sebe Botokudi su nazivali imenom Engcraecknung, Coropó naziv za njih je Bokayú a Bochorinbaïsshuna naziv kod Coroadosa, Abatirá, Avatirá; Botokudi) /Ime botocudo dolazi od portugalskog botoque, odnosno čep, koji podsjeća na čep bačve, kakve su ovi Indijanci nosili u ušima i donjim usnama/, indijanski narod ili skupina plemena i potplemena istoimene porodice (vidi Botocudo), nastanjenih u bazenima rijeka Pardo, Mucury, Sao Mateus i Doce između Serra dos Aimores na istoku i Serra do Espinahaco na zapadu, Brazil. Neke skupine koje su živjele u obalnim područjima države Espirito Santo potisnute su negdje 1560.-tih u planinsku unutrašnjost. Od kasnog 16.-tog pa do ranog 18. stoljeća neprekidno su uznemiravani sa strane portugalskih i mestičkih stanovnika obalnog područja, ali uglavnom ostaju nezavisni, premda su ih nemilosrdno lovili sve do iza 1850. Neki od njih u ranom 19. stoljeću počinju polako da se bave obrađivanjem zemlje, ali većina njihovih skupina ostaju nomadski lovci, uključujući i Naknianuke (Naknyanúk, Nacnhanuc). Kada ih je 1884. posjetio Ehrenreich bilo ih je još oko 5,000. Tschudi, njihovu populaciju u bazenu Mercuryja 1862. procjenjuje na 3,000. Današnji broj im je znatno niži.
Kulturno su Botokudi slični ostalim istiočnobrazilskim skupinama. organizirani po bandama od 50 do 200 ljudi, koje se bave lovom i sakupljanjem.
Jezik Botocuda pripada istoimenoj porodici botocudo, čiji je danas jedini živi član krenak, kojim govori oko 80 ljudi u državama São Paulo, Mato Grosso i Paraná. 
Kinimuré su (uz ostale) bili možda još jedno njihovo pleme

## Galerija
- Botokudi
- Botokud s ukrasima, prema Maximilian von Wied-Neuwied
- Botokudi
- Obitelj

## Vanjske poveznice
- Botocudo
- Os botocudos que os europeus queriam ver  Arhivirana inačica izvorne stranice od 25. svibnja 2008. (Wayback Machine)